# First Class 8
First Class 8 (FC8) es la denominación de los monotipos de regata diseñados en 1982 por Jean-Marie Finot y Jacques Fouroux para el astillero Beneteau.
Es uno de los monotipos más competitivos de embarcaciones a vela del siglo XX. Entre 1981 y 1998 se construyeron más de 1 200 unidades.
Se encuentran casi exclusivamente en Europa, siendo los países con mayor número de flotas Francia, Bélgica, España, Italia, Alemania, Noruega y Portugal.
En el siglo XXI fue siendo sustituido paulatinamente por el J/80 como monotipo de regatas de crucero en muchos clubes.